# Náměstí starosty Pavla
Náměstí Starosty Pavla je hlavní a zároveň nejstarší náměstí na Kladně. Své jméno nese po kladenském starostovi Františku Pavlovi (1869–1939), jedné z prvních obětí nacistické okupace.
Prostranství, přibližně obdélného tvaru, protáhlé ve směru ssz. – jjv., se rozkládá na mírném vsv. svahu v nadmořské výšce 381 až 388 metrů. Náměstí má rozlohu zhruba 1,2 ha; jeho délka činí asi 150 m, šířka se pohybuje od 70 m v severní části přes 90 m na straně jižní.

## Vývoj pojmenování
- Staré náměstí (za Rakouska-Uherska)
- Wilsonovo náměstí (za první republiky)
- Hlavní náměstí (během druhé světové války)
- náměstí J. V. Stalina (od roku 1948)
- náměstí Revoluce
- náměstí Starosty Pavla (od roku 1989)

## Význačné stavby

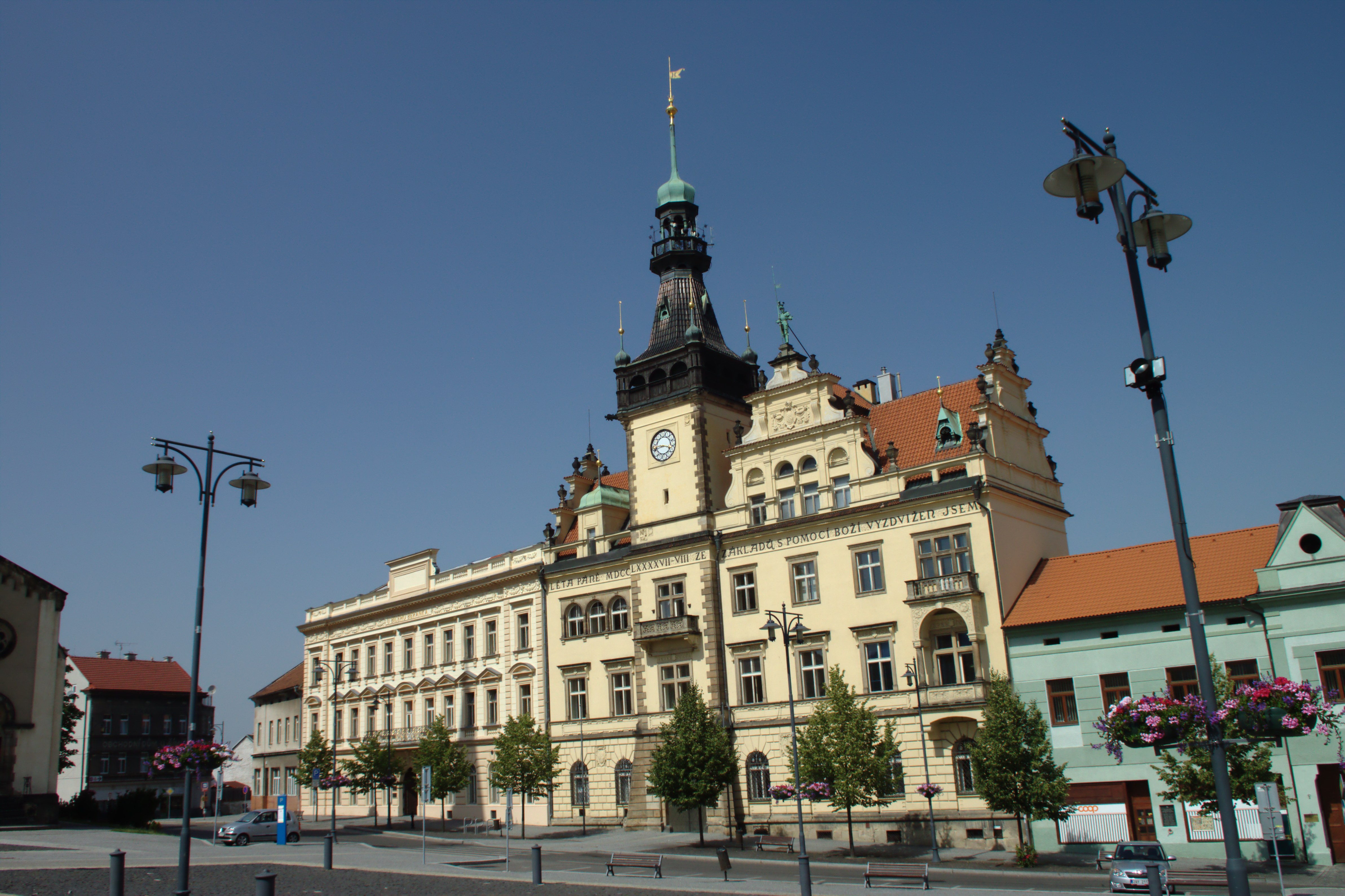
Severní a prostřední část východní strany (dům „U bílého beránka“ a radnice)

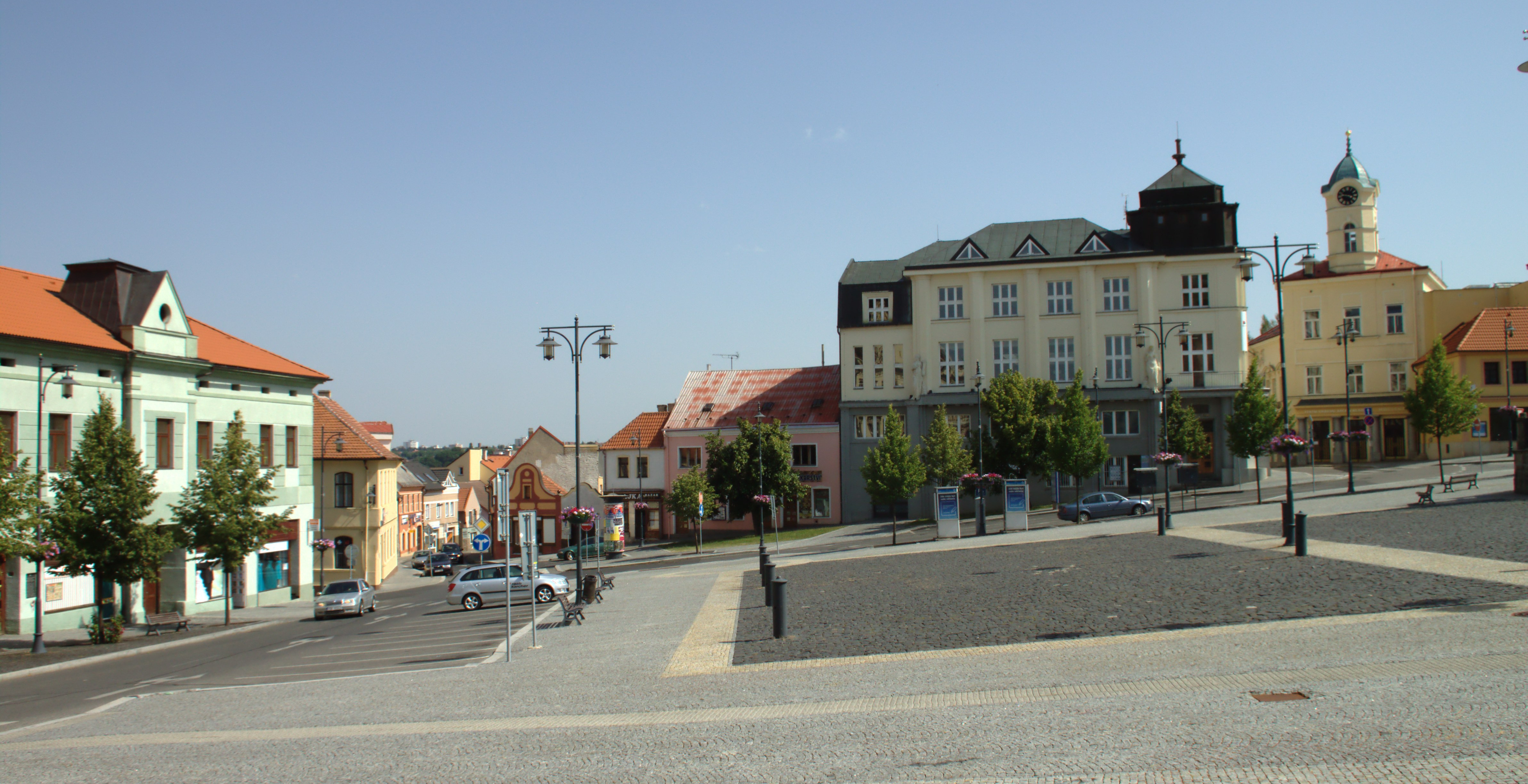
Jihovýchodní část náměstí (vpravo Komerční banka a okresní archiv)

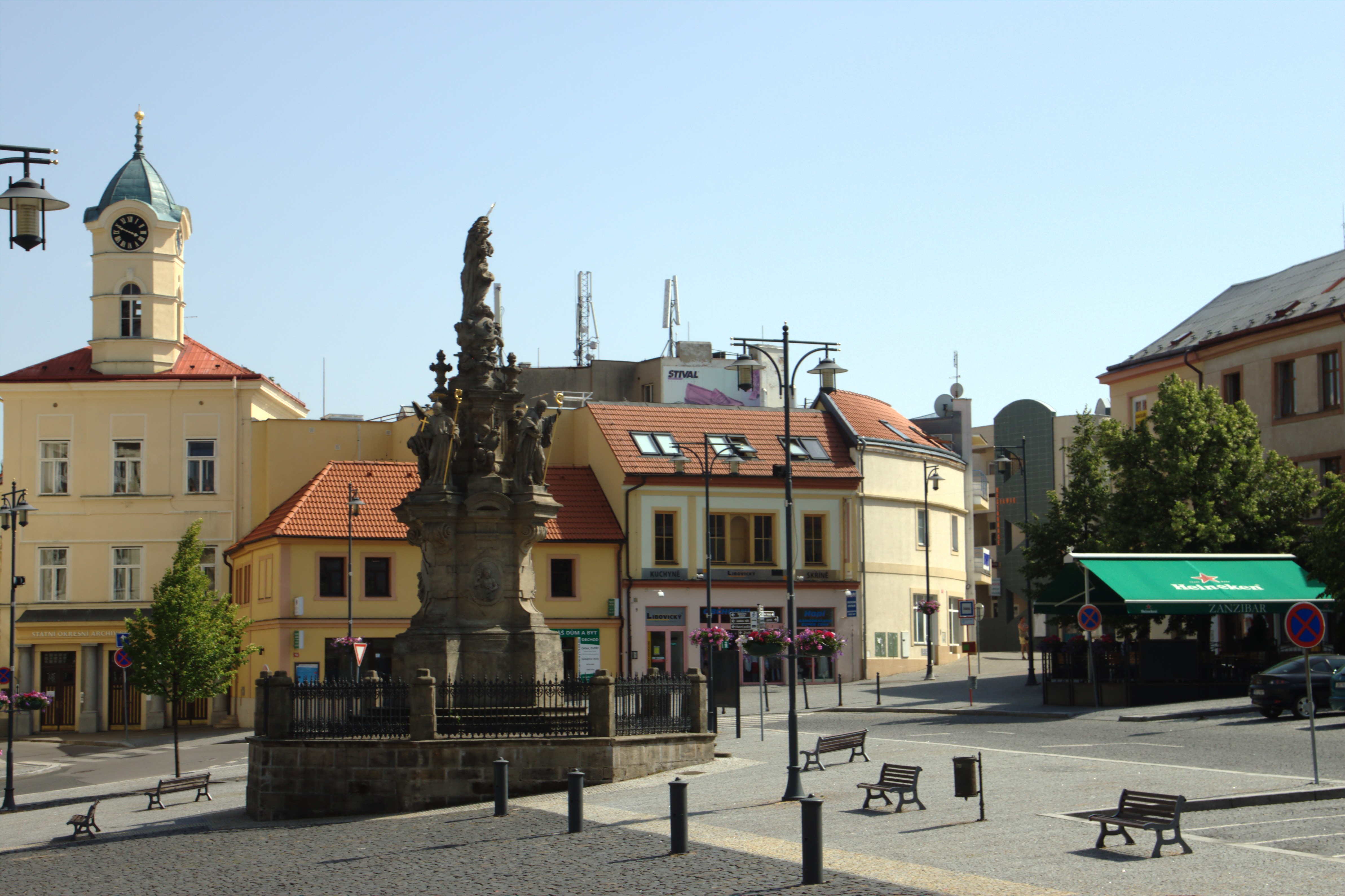
Jihozápadní roh náměstí (okresní archiv, mariánský sloup a ústí třídy T.G.M.)

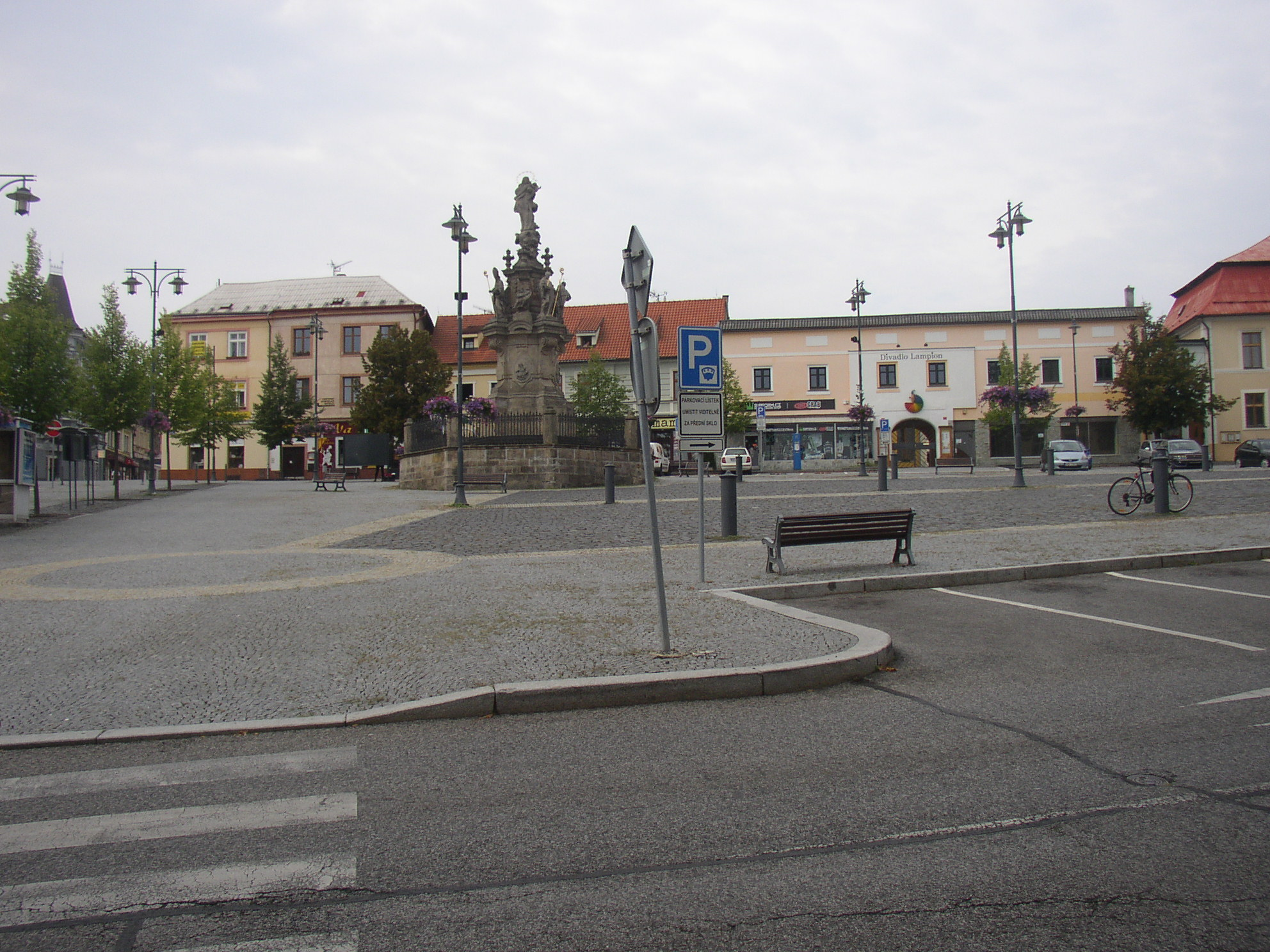
Jižní polovina západní strany (mariánský sloup a divadlo Lampion)

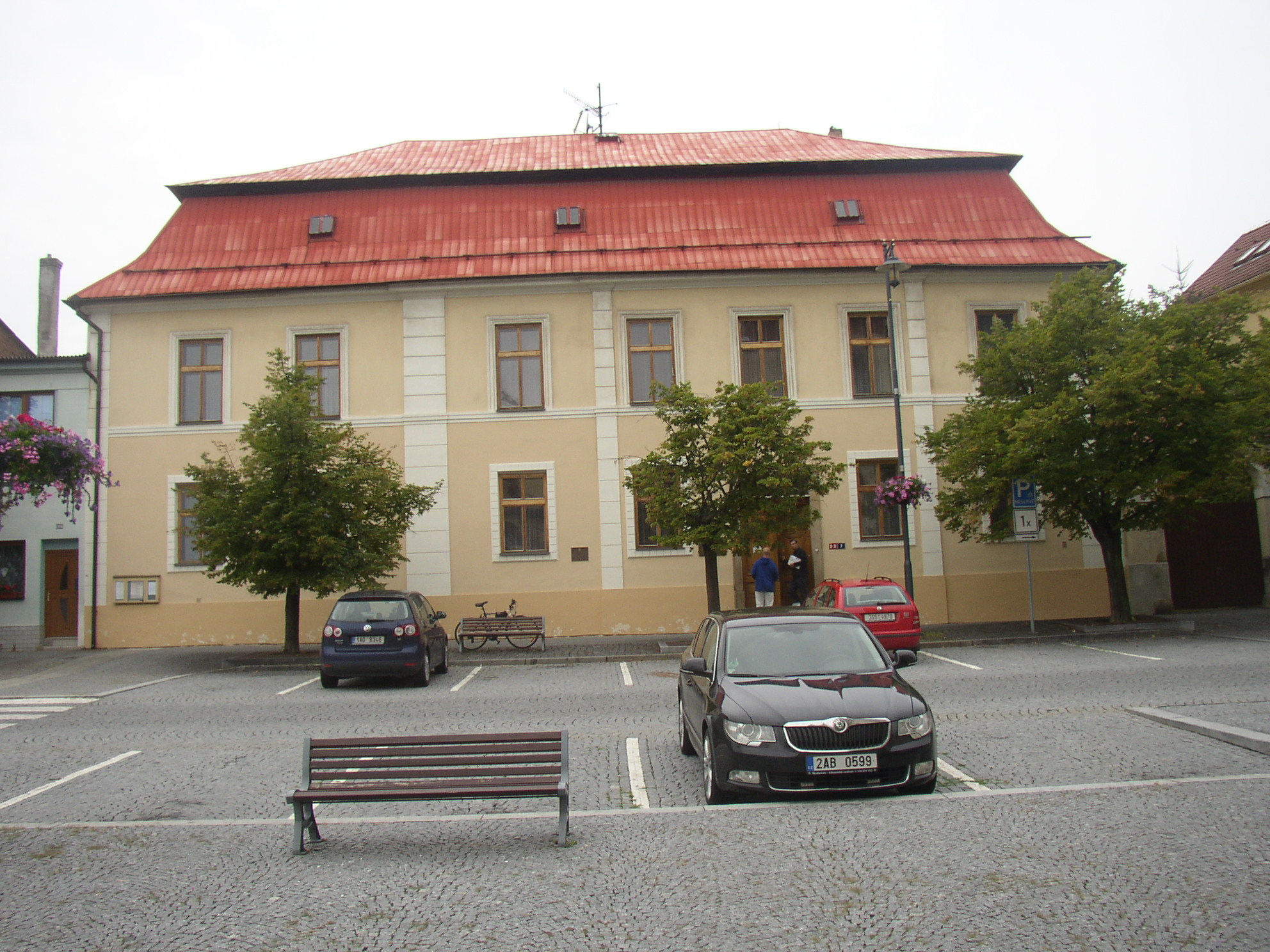
Arciděkanství

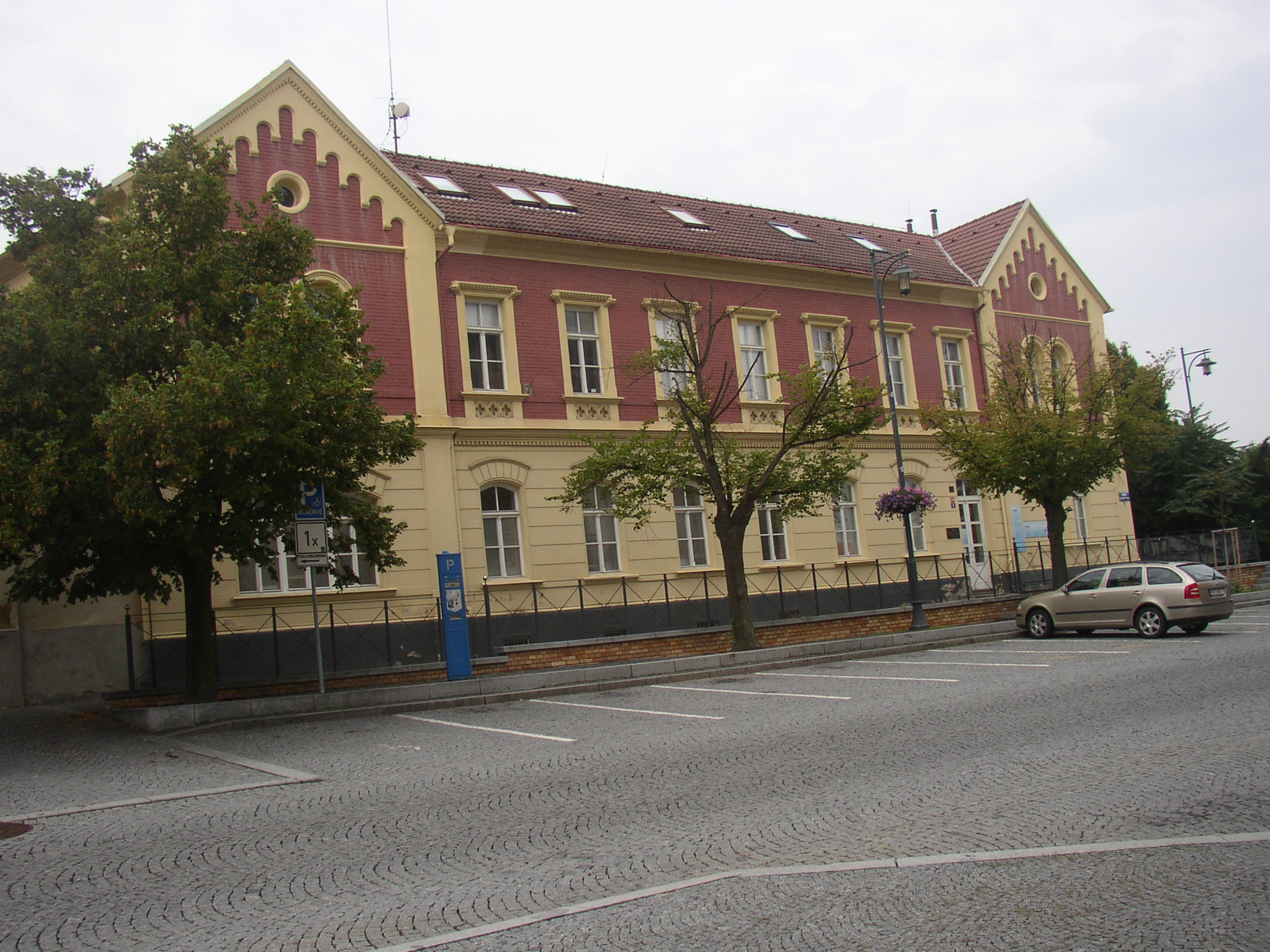
Budova býv. velkostatku

Uprostřed plochy severní polovice náměstí se rozkládá novorománský kostel Nanebevzetí Panny Marie, hlavní římskokatolický svatostánek města, který roku 1899 nahradil svého menšího a kapacitně již nedostačujícího gotického předchůdce téhož zasvěcení (nynější stavba podle projektu Ludvíka Láblera je s ohledem na prostorové a spádové možnosti orientována k severu, prakticky kolmo na osu původního kostelíka). Při kostele se rozkládal hřbitov, zrušený roku 1824 a od roku 1831 nahrazený novým pohřebištěm v prostoru dnešních Dvořákových sadů.
Dominantou východní čili spodní strany náměstí je kladenská radnice, novorenesanční stavba z roku 1898, navržená architektem Janem Vejrychem s průčelní výzdobou od malíře Adolfa Liebschera. Na radnici po severní straně navazuje budova někdejšího hotelu U Bílého beránka z roku 1888, dnes s radnicí vnitřně propojená a hostící část úřadů magistrátu.
Uprostřed jižní strany náměstí se nalézá mohutný bankovní palác někdejší Městské spořitelny, dnes sídlo Komerční banky (č. p. 14). Stavba ve stylu české moderny, vyprojektovaná Josefem Maříkem a Jaroslavem Rösslerem, byla dokončena roku 1913. Původní dům číslo 14, jenž v těchto místech stával, byl rodištěm spisovatele a dramatika Václava Štecha; tuto skutečnost na nároží banky připomíná pamětní deska s bustou od Otakara Španiela, osazená roku 1930. Další pamětní deska zmiňuje druhého zdejšího rodáka, architekta Antonína Raymonda.
Výše v jižní straně náměstí vyniká hodinovou věží opatřená budova Státního okresního archivu Kladno (č. p. 11). Právě zde původně sídlila kladenská radnice v letech 1561 až 1843 a později záložna. Nynější podoba domu (druhé patro s věží) je však až výsledkem přestaveb na konci 19. a počátkem 20. století.
Na ploše v její hořejší části, poblíž jihozápadního nároží, se do výše téměř 10 metrů tyčí barokní mariánské sousoší, výpravné pískovcové sousoší z roku 1741. Jeho autory jsou architekt Kilián Ignác Dientzenhofer, sochař Karel Josef Hiernle a kameník Johann Baumgartner. Ikonografie díla odráží zadavatele, břevnovsko-broumovského opata Bennona Löbla. Vrcholovou sochu Panny Marie s Jezulátkem v náručí tak obklopuje čtveřice světců (sv. Benno, sv. Prokop, sv. Benedikt a sv. Jan Nepomucký) Podstavec je zdoben čtyřmi medailony s reliéfy sv. Jana Křtitele, sv. Anny, Ježíše a sv. Jáchyma. Předchůdcem sloupu zde býval městský pranýř, jenž byl poté přenesen do míst dnešní radnice, kde vydržel až do svého rozebrání roku 1879.
Na západní straně náměstí, za průjezdem poblíž mariánského sloupu, sídlí v domě č. p. 4 loutkové Divadlo Lampion. Stálá loutková scéna působí na tomto místě od roku 1951, dnes coby pobočka kladenského městského divadla.
Další význačnou budovou západní strany je arciděkanství (č. p. 2-3), sídlo římskokatolické farnosti při kostele Nanebevzetí Panny Marie. Jako jediná budova ve městě má zdvojené číslo popisné, což odráží stavební historii domu, vzniklého spojením někdejší fary a školy. Dnešní podoba má svůj základ v roce 1807, na celkovou adaptaci výhradně pro účely farního úřadu došlo až roku 1885, po odstěhování školy do nových prostor za Floriánskou kaplí.
Na severozápadní straně náměstí se podél kostela nalézá památkově chráněný novorománský dům (č. p. 1464), někdejší sídlo správy velkostatku, postavený roku 1898. V těchto místech dříve prostor náměstí končil dnes již neexistujícím ohrazením a vjezdovou branou do zámeckého areálu. Nyní kladenský zámek volně sousedí se severozápadním rohem náměstí, od něhož je pouze pomyslně oddělen ulicí Zádušní.

## Navazující ulice
- třída T. G. Masaryka (směrem k Floriánské kapli a náměstí Svobody; historická hlavní ulice, jež je pěší zónou a obchodním korzem města)
- Ivana Olbrachta (směrem k divadlu)
- Plk. Stříbrného (směrem k hlavní poště)
- Dr. Vrbenského (směrem k hlavní poště, autobusovému nádraží a přestupnímu uzlu MHD Divadlo)
- Hajnova (směrem k úřadu práce, poliklinice a průmyslové zóně)
- Slánská (směrem ke hřbitovům a výpadovce na Švermov; slepá, respektive průchozí pouze pro pěší)
- Zádušní (směrem k zámku, zámecké zahradě s medvědáriem a zdravotnické škole)